# Тоні Каскаріно
Тоні Каскаріно (англ. Tony Cascarino, * 1 вересня 1962, Сент-Полс Крей) — ірландський футболіст англійського походження, нападник.
Насамперед відомий виступами за клуб «Олімпік» (Марсель) та «Нансі», а також національну збірну Ірландії.

## Клубна кар'єра
У дорослому футболі дебютував 1981 року виступами за англійську команду «Джиллінгем», в якій провів шість сезонів, взявши участь у 219 матчах чемпіонату.
Згодом, з 1987 по 1994 рік грав у складі команд клубів «Міллволл», «Астон Вілла», «Селтік» та «Челсі».
Своєю грою за останню команду привернув увагу представників тренерського штабу клубу «Олімпік» (Марсель), до складу якого приєднався 1994 року. Відіграв за команду з Марселя наступні три сезони своєї ігрової кар'єри. Більшість часу, проведеного у складі «Олімпіка», був основним гравцем атакувальної ланки команди. У складі «Олімпіка» був одним з головних бомбардирів команди, маючи середню результативність на рівні 0,73 голу за гру першості.
Протягом 1997–2000 років захищав кольори команди «Нансі».
Завершив професійну ігрову кар'єру у клубі «Ред Стар», за команду якого виступав 2000 року.

## Виступи за збірну
1988 року дебютував в офіційних матчах у складі національної збірної Ірландії, громадянство якої отримав завдяки ірландському походженню дідуся. Протягом кар'єри у національній команді, яка тривала 13 років, провів у формі головної команди країни 88 матчів, забивши 19 голів.
У складі збірної був учасником чемпіонату Європи 1988 року у ФРН, чемпіонату світу 1990 року в Італії та чемпіонату світу 1994 року у США.